# صلاح مصطفى
صلاح مصطفى مطرب السودان يعتبر من الجيل الثاني من رواد مدرسة الموسيقية الوترية التي اعتمدت الآلا ت الوترية في فترة ما بعد فن الحقيبة التقليدي 

## الميلاد والنشأة والتعليم
ولد صلاح مصطفى محمد، وهذا هو اسمه بالكامل في حي الشهداء في مدينة أم درمان بالسودان، عام 1936م من أسرة أولت اهتماما بتعليم أبنائها فتدرج في مراحل التعليم المختلفة حتى اكمل المرحلة الثانوية ومن ثم التحق بمعهد الاتصالات السلكية واللاسلكية.  وهو متزوج وأب لولدين وبنت، الابن الأكبر يعمل مهندساَ معمارياَ، والثاني مهندساً زراعياً. وتعمل البنت في مجال المختبرات الطبية.

## حياته المهنية والفنية
عمل صلاح مصطفى بعد تخرجه مهندسا في مصلحة البريد والبرق بمدينة ود مدني التي بقي فيها لفترة من الزمن التقى خلالها بصديقه كامل حسين الذي قام بتعليمه العزف على آلة العود. 
 ومنها انطلق نحو تلحين أغنياته بنفسه وبدأت مواهبه الموسيقية كمغن وملحن ومؤلف موسيقي في التبلور. 
وكان أول ظهور له في عام 1958 م، عبر برنامج «مع الهواة» بالإذاعة السودانية في أم درمان فقدم أول إغنية جديدة من تأليفه بعنوان «أيام الهنا» واستمعت لجنة الأصوات والنصوص بالإذاعة بقيادة متولي عيد، ومحمد عبد الرحمن الخانجي وحلمي إبراهيم إلى أغنيات صلاح مطفى مثل «حبيبة غريبة، وشارع الصبر» وتمت إجازتها ومن تم ولج صلاح مصطفى إلى فن الغناء والطرب السوداني من أوسع أبوابه وذاعت أغانيه

## إسلوبه الغنائي
اعتمد صلاح مصطفى في بداياته اللحن الراقص الخفيف والنص المتقن الرصين مع إيقاع طروب حول مواضيع تتركز عن معاناة الحب والشوق، كما في أغنيات «بعد الغياب عاد الحبيب المنتظر، وسامحني غلطان أعتذر، وصدقت العيون، وقال لي كملة طيبة». وفي فترات لاحقة أخذت أغانيه طابع الغناءالمولودي الطويل بلمسة أحزان مثل إغنية «أكتب لي يا غالي الحروف». 
وصلاح مصطفى ملحن أيضا فقد قام بتلحين عدد من أغنياته التي لا قت رواجا مثل «رجع الصدي، وغلطان بعتذر، والعش الجميل، وصباح الخير، وحبة شوق، ولو لو بتحبني»
كما قام بوضع لحن ثم طلب من الشعراء كتابة نص للحن فكانت أغنية (من الأعماق). يتميز صوته بأنه من اصوات القرار الواسع في مجال الباريتون (مثل الساكسفون)، وتسمع فيه جميع اساليب 
أداء الداينمكس، أي التغيير في الجرس الموسيقي أو الطابع الصوتي وتنويعاته
تجاوزت أغانيات صلاح مصطفى التي قدمها للإذاعة السودانية ثمانين أغنية.

## شعراء أغانيه
بلغ عدد من تعامل معهم من الشعراء حوالي 17 شاعرا منهم:
- مصطفى سند، (شارع الصبر وغالي الحروف وبريد الشوق وغيرها)
- عبد الله النجيب، (صدقت العيون)
- محجوب سراج (الماضي والحاضر، وبعد الغياب وغيرها)
- علي شبيكة، (لا لالا)
- مسعد حنفي، (مناجاة)

أضغط هنا للاستماع إلى أغنية من الأعماق